# Rue Saint-Thomas (Cracovie)
Pour les articles homonymes, voir Rue Saint-Thomas.
La rue Saint-Thomas (en Polonais Ulica św. Tomasza) est une rue de la vieille ville de Cracovie, délimitée sur la base du plan de situation de 1257. Elle relie les rues suivantes : Sławkowska, saint Jean, Floriańska, Szpitalna et sainte Croix.

## Nom
Certaines sections de la rue ont changé de nom à plusieurs reprises au cours des siècles, de : Hinder sente Stephane et In platea retro sanctum Stephanum (au début du XIVe siècle), en passant par Szpiglarska (Spyglarska), Żydowska, Kącik (ruelle près de St Jean) également appelée rue Wąska, Wolbromska, Świnia, Świńska, Świdnicka jusqu'à Różan (aux XVIIIe et XIXe siècles). En 1881, le conseil municipal abolit les noms de certaines sections de la rue et donna le nom complet de rue Saint Thomas. Dans les années 1955-1990, la rue s'appelait Ludwika Solski. 

## Édifices
- Le bâtiment de la Société d’agriculture, à l’angle de la place Szczepański (8 place Szczepański) et du 1 rue Saint-Thomas – un bâtiment Art nouveau conçu par Sławomir Odrzywolski.
- L’immeuble « Badeniowska », situé à l’angle du 10 des rues Saint-Thomas et Sławkowska, a été construit au XVIIIe siècle à partir de la réunion de deux immeubles : l’immeuble de la famille Badenich (bourgeois anoblis de Lviv) et l’immeuble de la famille Darowski.
- Le « Grand Hôtel », à l’angle des rues 5-7 Saint-Thomas et Sławkowska, a été construit en réunissant deux immeubles d’habitation : Wężykowska (n° 5) et Wierzbięcińska (n° 7) au milieu du XIXe siècle. L’un des propriétaires de l’immeuble « Wierzbięcińska » dans la 2ème moitié du XVIe siècle était Maciej Wierzbięta. Il dirigeait une imprimerie qui publiait les œuvres de Jan Kochanowski, Mikołaj Rej et des textes calvinistes. Actuellement, les cours des deux immeubles sont recouvertes d’une verrière. À l’intérieur, il y a une salle de restaurant sur un plan octogonal, appelée la salle des miroirs.
- L’hôtel Saski, situé à l’angle du 3 rues Saint-Thomas et Sławkowska, a été créé en fusionnant dans les années 1820 l’auberge « Pod Królem Węgierm » (fondée au début du XIXe siècle sur le site de l’église et du monastère des Bernardins de la rue Saint-Jean) avec trois immeubles voisins de la rue Sławkowska. Après la fusion, les immeubles ont reçu des façades identiques (de la rue Saint-Thomas, de la rue Saint-Jean et de la rue Sławkowska). L’hôtel a reçu son nom actuel dans la 2ème moitié du XIXe siècle du Hall Saxon situé sur le côté de la rue Saint-Jean, où des concerts et des bals étaient organisés. Il mettait en vedette Franz Liszt, Johannes Brahms et Ignacy Jan Paderewski. Après la Seconde Guerre mondiale, jusque dans les années 1960, il a accueilli des représentations du Théâtre de chambre et du Théâtre Groteska.
- N° 17. – dans le sous-sol de l’édifice du XIIIe siècle, se trouve le théâtre et la scène du Loch Camelot, dans l'« Allée de Thomas le Douteur » (nom donné par les artistes du Donjon).
- L’immeuble « Cyrusowska », situé à l’angle du 12 rue Saint-Thomas et de la rue Floriańska, date du XVIIe siècle. Il a été rénové en 2009.
- L’immeuble Pod Wiewiórką, à l’angle des rues Saint-Thomas et Floriańska, abritait l’imprimerie Piotrkowczyk, qui a commencé à fonctionner en 1578 et a survécu jusqu’en 1674, date à laquelle elle a été donnée à l’Académie de Cracovie dans le but d’en faire une imprimerie académique. Rafał Józef Czerwiakowski, médecin et professeur d’université, vivait également dans l’immeuble. En 1989, une plaque a été apposée sur la façade du bâtiment avec l’inscription : « Ici vécut et mourut Rafał Józef Czerwiakowski 1743-1816, le père de la chirurgie polonaise ».
- L’immeuble « Pod Aniołkami », situé à l’angle du 11 des rues Saint-Thomas et Floriańska, présente un bas-relief représentant un ange sur sa façade et est décoré d’un attique. À l’intérieur, il y a des plafonds à caissons gothiques et Renaissance, des portails, des armoirIes dans les murs et de grandes caves. C’est dans cet immeuble que le comédien Michał Bałucki est né en 1837.
- N° 23. à l’angle du 14 rue Szpitalna – Église Saint-Thomas-Apôtre de Cracovie : construite sur le site d’un bâtiment en bois de l’église des Frères polonais, démolie lors d’émeutes anti-protestantes le 23 mai 1591.
- N° 24. – le bâtiment abrite la galerie ZPAF i S-ka, anciennement la galerie du district de Cracovie de l’Association des photographes d’art polonais.
- N° 34. - Hôtel Campanile, siège du consulat général de Slovaquie à Cracovie (Generálny konzulát v Krakove).
- N° 43. – le bâtiment de l’Académie de musique de Cracovie. Le bâtiment a été construit en 1924 selon un projet de Ludwik Wojtyczka pour la Banque industrielle. Depuis 2000, le bâtiment modernisé abrite l’Académie de musique, l’une des plus anciennes écoles de musique de Pologne (fondée en 1888).
- La maison Bartynowski – à l’angle des rues Sainte-Croix et Saint-Thomas.

## Galerie

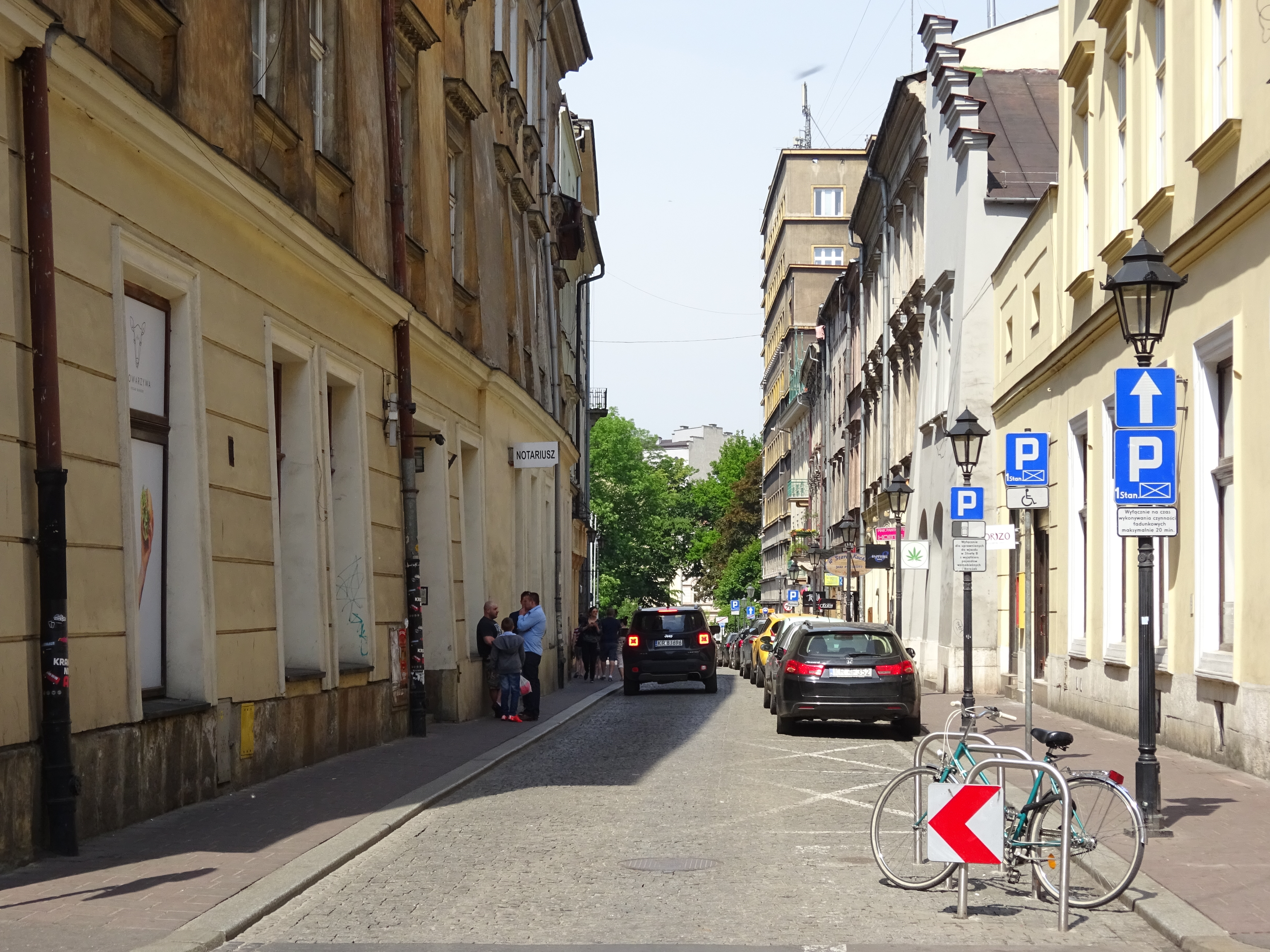
Vue de la rue depuis le carrefour avec la rue Sławkowska vers l’ouest.
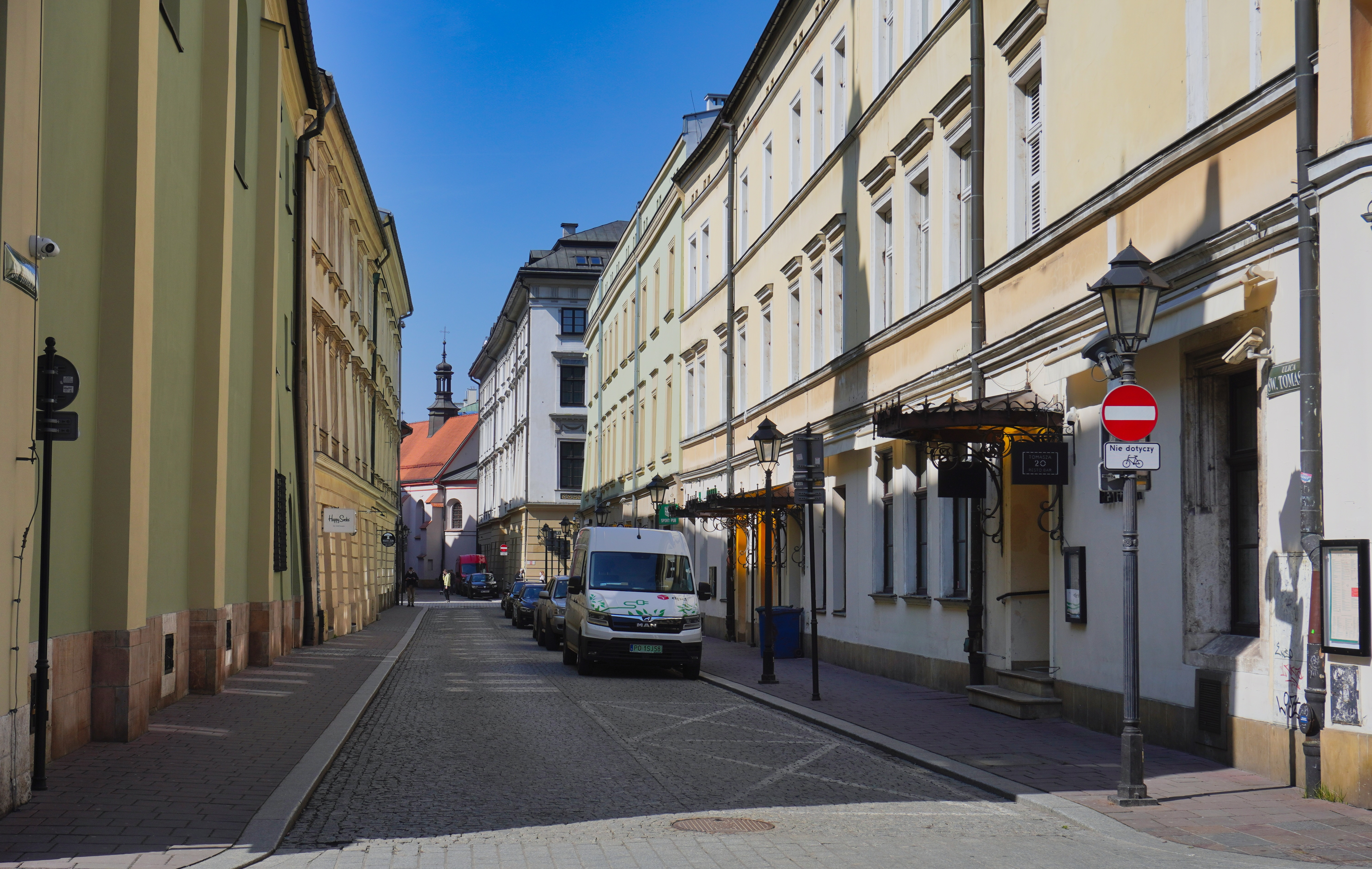
Vue de la rue depuis le carrefour avec la rue Szpitalna vers l’ouest.
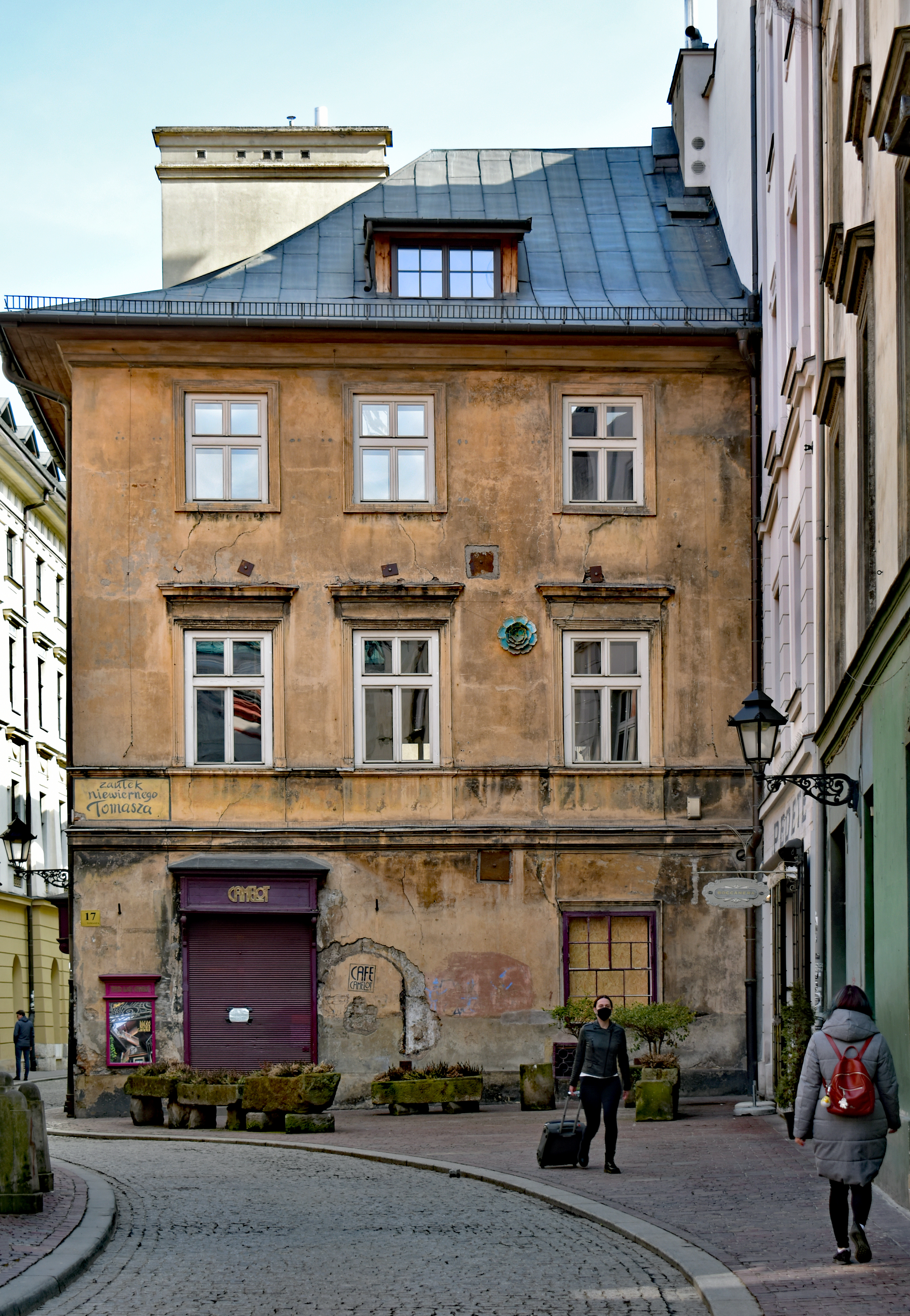
Croisement avec la rue św. Jana, appelé le Recoin de Thomas l’Incrédule, au XIXe siècle c’était la rue Kącik.
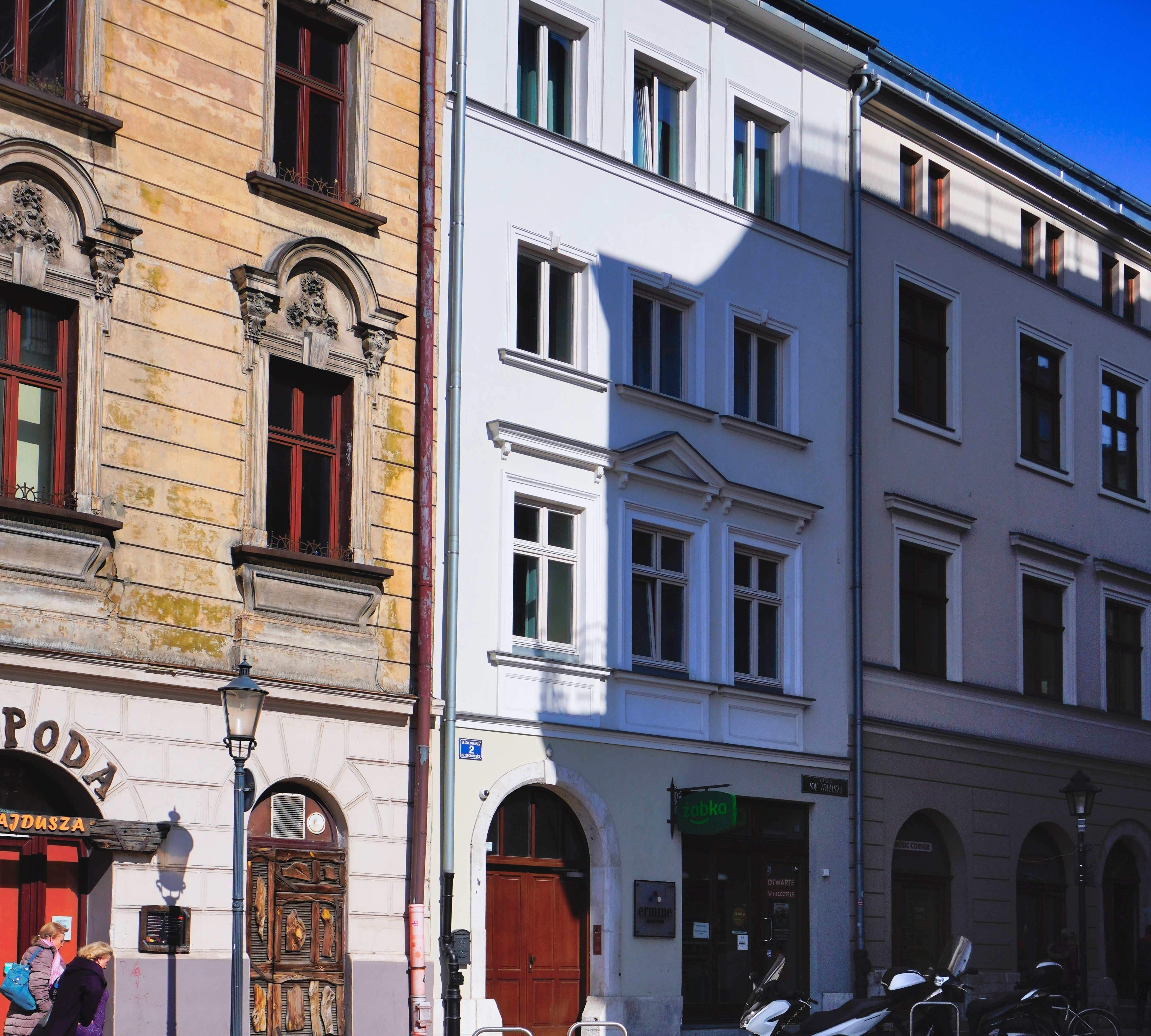
2 rue św. Tomasza, Immeuble historique
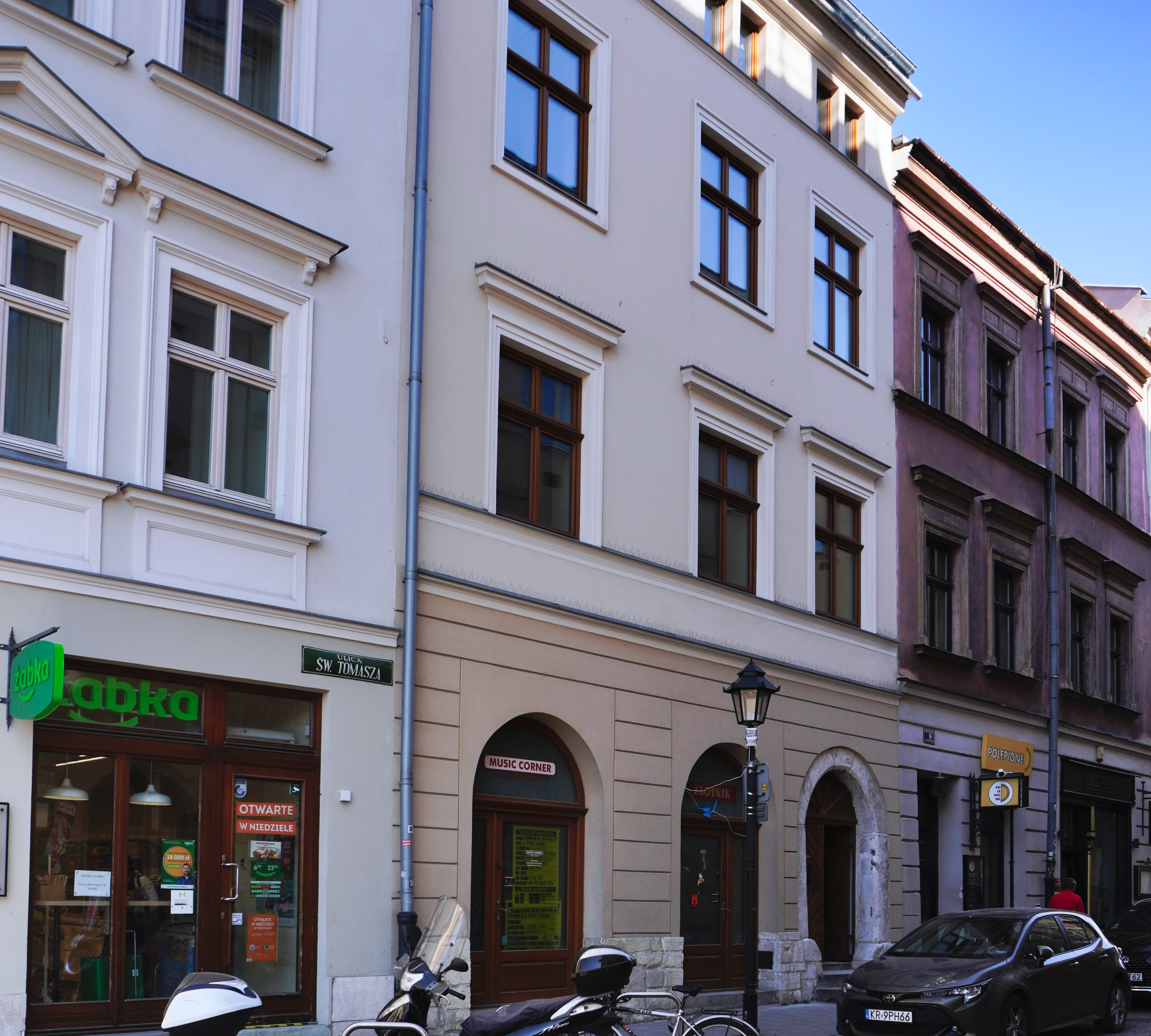
4 rue św. Tomasza, Immeuble historique
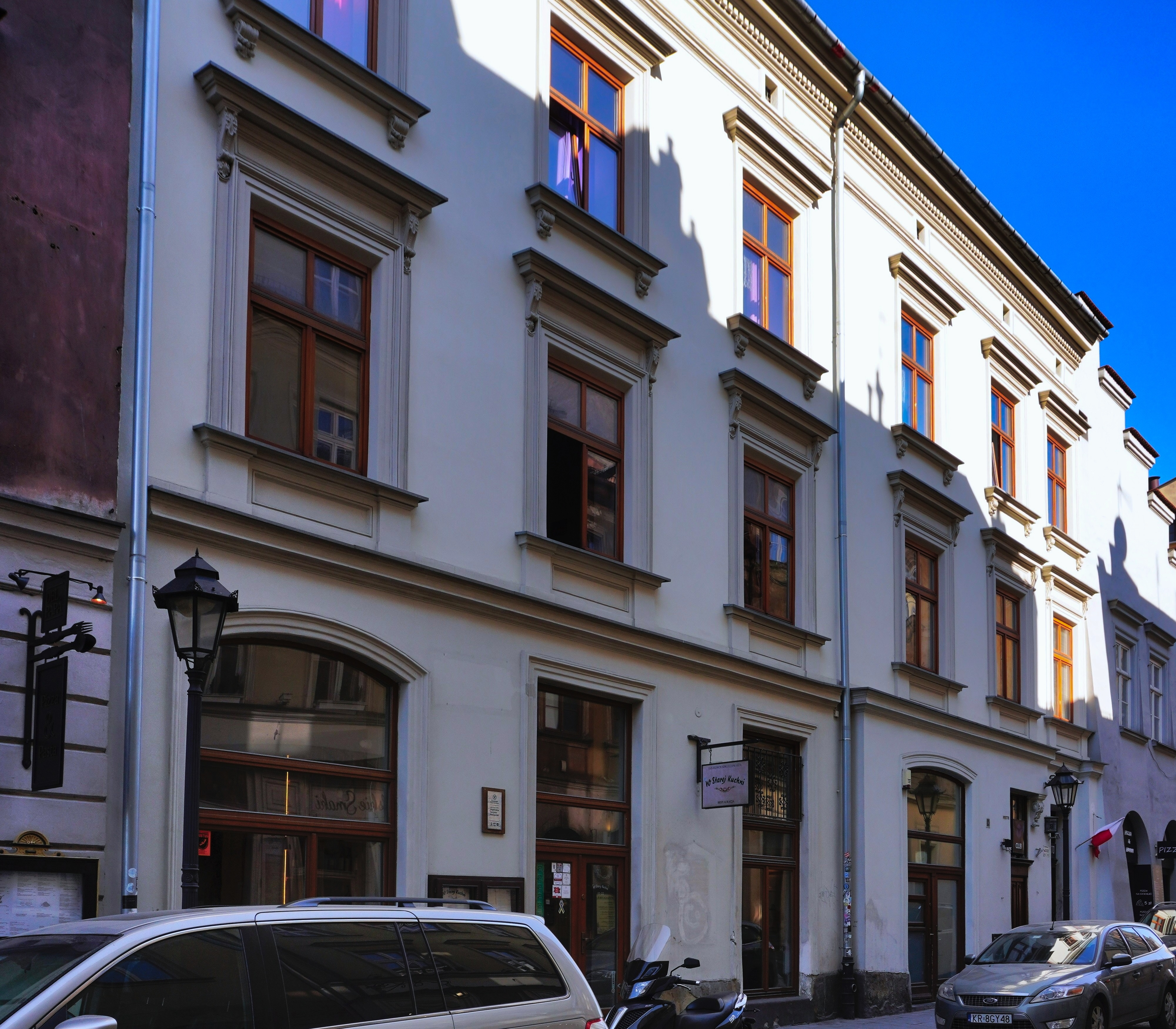
8 rue św. Tomasza, Immeuble historique
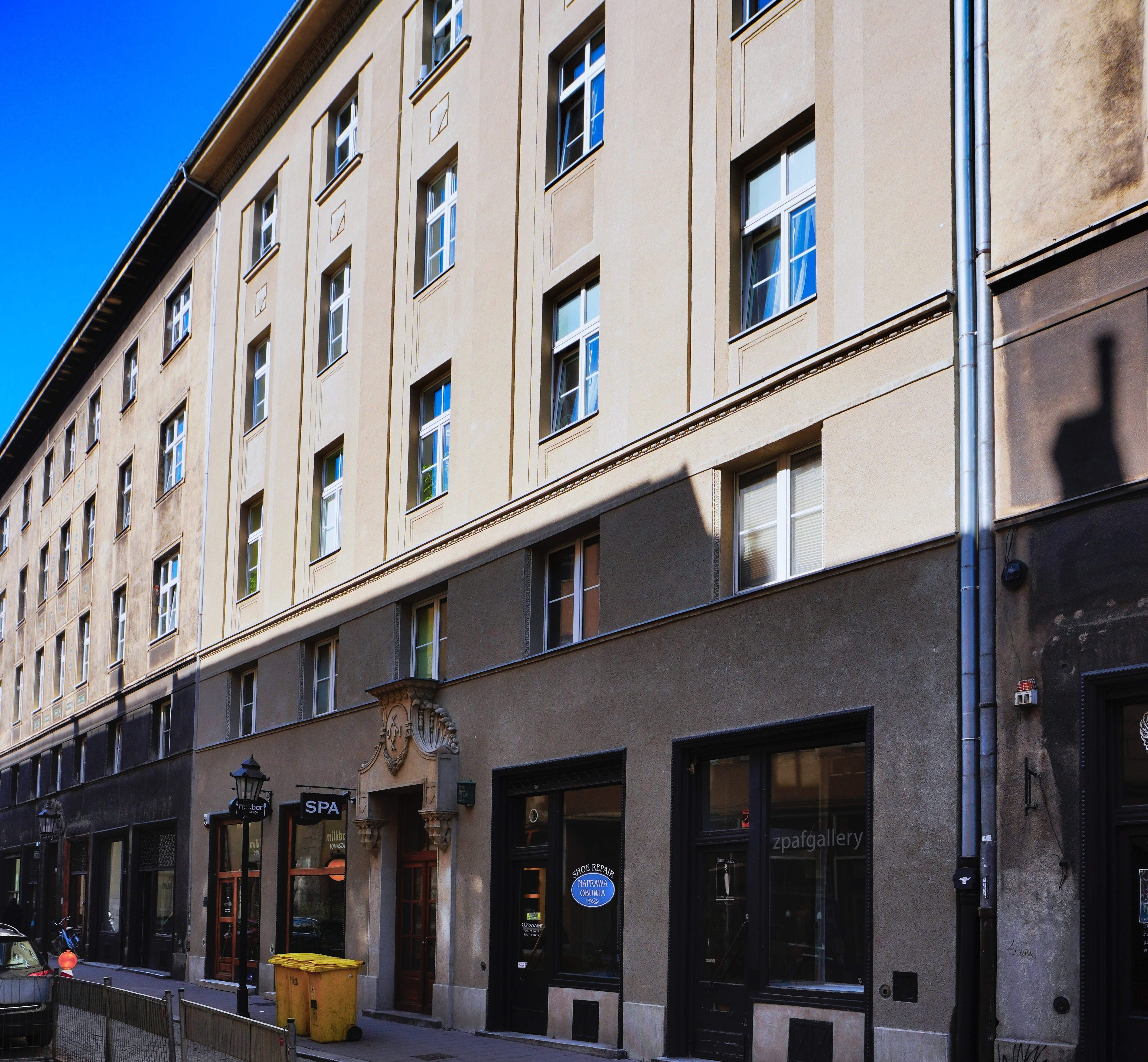
24 rue św. Tomasza, Immeuble moderniste